# ARC Providencia
L'ARC Providencia (pennant number : BO-155) est un navire de recherche océanographique de la marine nationale colombienne. Il dépend du Centre de recherche océanographique et hydrographique de Colombie (CIOH). Il est nommé ainsi d’après l'île de Providencia, dans la mer des Caraïbes, qui appartient à la Colombie depuis 1822.

## Conception
L’ARC Providencia a été construit en 1981 par Jansen Schiffswerft à Leer, en Allemagne. Son déplacement est de 779 tonnes de jauge brute. Sa longueur hors tout est de 50 mètres et sa largeur est de 10 mètres. Son tirant d'eau est de 5 mètres,. Sa vitesse maximale est de 12 nœuds
Au cours des dernières années, le Centre de recherche océanographique et hydrographique, qui fait partie de la Dirección General Marítima (DIMAR, « Direction maritime générale de Colombie ») a fait d’importants efforts pour faire progresser la recherche dans le domaine de la géophysique marine, en particulier les techniques de géomagnétisme, de profilage sous-marin et de sonar à balayage latéral. Pour mener à bien sa mission de recherche océanographique, l’ARC Providencia a été doté (de même que l’ARC Malpelo, un autre navire colombien du même type) d’un magnétomètre marin Geometrics G‐882, propriété de la DIMAR. Cet appareil a une large gamme de détection pour les matériaux ferreux de diverses tailles et une sensibilité de <0,004 Nt/πHz qui augmente les probabilités de détection. Il fonctionne jusqu’à une profondeur de 2 750 m environ, et à des températures allant de -35°à +50° Celsius. L’ARC Providencia dispose aussi d’équipements spéciaux adaptés à sa mission, tels qu’un treuil avec 2 800 m de câble de télémétrie, un laboratoire humide et un centre de calcul où les données magnétiques sont visualisées et stockées en temps réel à bord du navire.
Un budget a été alloué par la marine colombienne pour effectuer une remise à niveau des navires océanographiques ARC Providencia et ARC Malpelo, comprenant : 
- Des modifications de la coque et des structures internes pour l’installation d’un échosondeur Kongsberg ;
- Le changement du système de sauvetage Davits d’origine des bateaux pour un système moderne de Palfinger PRH-AP, incluant le canot de sauvetage et le système hydraulique et électrique.
- Le remplacement de toute l'étanchéité du navire : portes, trappes d’accès, fenêtres et hublots.
- La modernisation de la grue principale des navires, avec le changement du câble d’acier et des accessoires, le remplacement des commandes hydrauliques-mécaniques par des commandes électro-hydrauliques, la vérification et maintenance générale du système hydraulique et le réaménagement de la cabine du grutier.
- L’entretien du système hydraulique de pilotage ;
- La modernisation du tableau principal de distribution électrique des navires avec une technologie Siemens, via le changement des éléments de contrôle et de protection de tension 440 VAC, 220 VAC et 24 VDC.
- Enfin, l’adaptation du pont principal et des systèmes requis pour l’installation du robot d’exploration sous-marine REMUS 6000 de la Woods Hole Oceanographic Institution pour la recherche de l’épave du galion San José[8].

## Engagements
Le 7 juin 2011, l’ARC Providencia a accompagné l’ARC 11 De Noviembre dans sa visite à Belem, au Brésil.
En 2016, l’ARC Providencia a fourni un soutien logistique à une équipe de scientifiques lors d’une expédition pour étudier la flore marine à Cayo Serrana Island.
Début 2021 l’ARC Providencia a participé, avec les ARC Malpelo et ARC Roncador du Centre de recherche océanographique et hydrographique de Colombie (CIOH), à une vaste initiative visant à cartographier les fonds marins de l’archipel de San Andrés, Providencia et Santa Catalina (ASAPSC). Cet archipel de l’ouest de la mer des Caraïbes est situé à 775 km au nord-ouest du territoire continental de la Colombie et appartient à la Colombie depuis 1822. Il comprend neuf îles volcaniques qui se nomment (du sud au nord) Albuquerque, Este-Sureste, San Andres, Providencia (d’où l’ARC Providencia tire son nom), Roncador, Quitasueño, Serrana, Serranilla et Bajo Nuevo, ainsi que d’autres reliefs volcaniques sous-marins. L’enquête a couvert une superficie d’environ 160 000 km2, et a été menée avec l’échosondeur multifaisceaux Kongsberg EM302 de 30 kHz installé à bord des trois navires, calibré avec des profils CTD (Conductivité, Température, Profondeur).
Fin août 2021, au large des côtes de la Colombie, l’ARC Providencia a mené une opération de sauvetage coordonnée entre la marine colombienne, la Direction générale maritime et l’Unité nationale de recherche de personnes de l’armée de l'air colombienne. Un voilier nommé Pinocchio et battant pavillon allemand s’est retrouvé en difficulté à 75 milles au large de Riohacha lors d’un voyage entre Carthagène et Curaçao au Venezuela, avec un équipage de trois ressortissants britanniques. Selon la marine colombienne, le voilier a subi des dommages à sa coque provoquant une forte voie d'eau et a commencé à couler. Les autorités colombiennes ont alors lancé une opération de sauvetage. Un avion de recherche et sauvetage a survolé la zone jusqu’à ce que le Providencia atteigne le voilier à la dérive et effectue le sauvetage malgré des conditions météorologiques difficiles. Le Pinocchio a coulé, mais les trois citoyens étrangers ont été secourus par l’ARC Providencia. Ils ont été transportés à la station de la Garde côtière de Santa Marta, où ils ont été pris en charge par les autorités de l’immigration. Ils ont pu rentrer sains et saufs dans leur pays et retrouver leur famille.
L’ARC Providencia a rendu une visite à Barranquilla, la « Porte dorée » de la Colombie, les 10 et 11 avril 2022.